# Сосновский судостроительный завод
Сосновский судостроительный завод (ССЗ) — предприятие судостроения России.
Выпускал теплоходы типа «Баргузин», «Орион», «Зарница», пассажирские катера типа «Ярославец», торпедные катера проекта 206 «Шторм» и рыболовные траулеры «Балтика».

## История

### Начало деятельности
В июле 1924 года на берегу реки Вятка началось строительство Сосновской судостроительной верфи. Самым первым был построен лесопильный цех, где установили пилораму и локомобиль в 24 л. с., конюшню, кузницу с ручными мехами, механическую мастерскую, столярку, склад для ценных материалов и столовую. В 1933 году был построен столярный цех, где изготавливали рамы и оборудование надстроек судов. В цехе установили станки с двигателями внутреннего сгорания для обработки металла.
В довоенные годы по заказу Народного комиссариата пищевой промышленности на заводе освоили строительство рыбопромысловых судов. В год завод строил более 100 судов.

### В годы Великой Отечественной войны
Постановлением ГКО СССР от 13 августа 1941 года № 473сс Сосновская судостроительная верфь получила название «Завод № 640».
4 сентября 1941 года в Сосновку была эвакуирована часть работников и оборудования с ленинградского завода № 5 (с 1966 года — п/я 570 «Быстрый»). Была проведена модернизация завода.
Во время Великой Отечественной войны завод производил торпедные катера и аэросани для десантников. Весной 1942 года были заложены первые боевые катера — «малые охотники» за подводными лодками и торпедные катера. В апреле 1943 года был организован конвейер производства серийных катеров ОД-200.
За высокую производительность завод был награжден орденом Отечественной войны I степени.

### Первые послевоенные годы
В послевоенные годы судостроители освоили выпуск судов проекта 372. Новое рыбопромысловое судно представляло собой двухмачтовое парусно-моторное судно, предназначенное для механизированного лова рыбы при помощи дрифтерной сети.
В 1949 году завод выпускал композитные суда-морские буксирные катера проекта 381.

### 1950—1960-е годы
В эти годы на заводе были освоены новые для него технологические процессы, такие, как горячая штамповка, холодная гибка и пр., а затем и такое техническое новшество, как электродуговая сварка в среде углекислого газа и аргонно-дуговая сварка, обработка алюминиевых сплавов. Освоен выпуск прогулочных судов.
В январе 1966 года «Завод № 640» получил название «Сосновский судостроительный завод» (Сосновский ССЗ).

### 1970—1980-е годы
В 1970 году было выпущено первое в истории завода пассажирское судно на воздушной подушке «Зарница», судно на воздушной подушке для борьбы с лесными пожарами «Пламя», также началась серийная постройка моторной лодки «Нептун». За пять лет было освоено производство рыболовных траулеров и налажен выпуск пассажирского теплохода на воздушной подушке «Орион». Малый рыболовный траулер проекта 1328 «Балтика» был одним из новых судов, которые стали выпускать на заводе, и экспортировался в ближнее и дальнее зарубежье.

### 1990—2000-е годы
В начале 90-х годов на заводе был освоен выпуск пассажирских судов на воздушной подушке «Баргузин».
На предприятии производили гребные и моторные лодки из стеклопластика, изделия для судостроения и автомобилестроения, а также судовую мебель и товары народного потребления.

### 2016 —н.в.
После валютного кризиса 2014 года предприятие стало испытывать финансовые трудности в связи с изменением курса валюты, которая шла на закупку импортного оборудования. Предприятие оказалось отягощено значительными долгами. В 2016 году производство на заводе было приостановлено. Начались массовые сокращения, директора стали сменять друг друга, а имущество вывозиться с территории.
В 2017 году дочернее предприятие «Ростеха» — «РТ-Капитал» — выкупило у кредиторов верфи (Новикомбанка и Сбербанка) долг завода в сумме 1,2 млрд руб.
В сентябре 2017 года с ФГУП «Росморпорт» было подписано дополнительное соглашение к договору от 2014 года, по которому завод должен был изготовить и передать первый лоцмейстерский катер «Виктор Кусков» не позднее 30 ноября 2017 года, второй катер «Гидрограф Равдин» и третий катер «Анатолий Климов» — не позднее 31 октября 2018 года. В ходе реализации соглашения заводу был переведен аванс, ФГУП «Росморпорт» передан «Виктор Кусков», оставшиеся два катера были готовы на половину.
В декабре 2017 года завод выиграл открытый конкурс на строительство двух промерных судов класса РРР «ХО 2,0(лед20) А». Работы по строительству катеров были прекращены в марте 2018 года.
Предприятие простаивает с 2017 года, а 250 сотрудникам задолжали сумму в 35,5 млн рублей. По состоянию на апрель 2019 года на заводе оставалось всего 17 сотрудников.
В апреле 2019 года активисты записали видеообращение президенту Владимиру Путину, считая что завод еще можно спасти привлекая внимание общественности. 1 мая 2019 года бывшие сотрудники провели митинг в защиту завода.
Банкротство
В середине апреля 2018 года бывшие работники обратились в суд с исковым требованием о банкротстве. С июля 2018 года завод проходит процедуру банкротства. Счета предприятия арестованы.
29 мая 2019 года решением Арбитражного суда Кировской области данное предприятие было признано банкротом.
В 2020 году стало известно что Ростех нашел нового инвестора для завода — ООО «Каспийская энергия шельф», принадлежащее «Синергия групп». Новый инвестор взял завод в аренду и обязался начать инвестиции. Предполагается восстановить строительство судов малой тоннажности, проводить ремонт вооружений и военной техники, изготовление и поставку судового оборудования. Инвестор сможет выкупить предприятие в рамках продолжающейся процедуры банкротства.

## Собственники
По данным базы СПАРК, на 2017 год 100 % верфи через ООО «Финтеко» принадлежит Ризвану Азарсанову и Петимат Хамхоевой.